# Conseil départemental de Seine-et-Marne
Le conseil départemental de Seine-et-Marne est l'assemblée délibérante du département français de Seine-et-Marne, collectivité territoriale décentralisée agissant sur le territoire départemental. Son siège se trouve à Melun.
Ses principales compétences, définies par le code général des collectivités territoriales, sont l'aide sociale, les routes départementales et la gestion des collèges (à l'exception de leur fonctionnement pédagogique, qui relève de l'État).

## Compétences
En France, le département est, en vertu de l'article 72 de la Constitution, une collectivité territoriale, c'est-à-dire une personne morale de droit public différente de l'État, investie d'une mission d'intérêt général concernant le département, compris en tant que territoire. À ce titre, elle possède une personnalité juridique, des compétences et une liberté d'administration.
Le département exerce les compétences qui sont déterminées par le code général des collectivités territoriales.
Cette collectivité territoriale est administrée par son assemblée délibérante, dénommée depuis 2015 le conseil départemental. L'assemblée départementale élit son président et ses vice-présidents, ainsi que la commission permanente, désignée au scrutin proportionnel à la plus forte moyenne, qui disposent de pouvoirs propres ou délégués par le conseil départemental. Celui-ci prend par ses délibérations l'ensemble des autres décisions concernant la collectivité territoriale, et notamment détermine ses politiques publiques, vote son budget et les taux des impôts qu'elle perçoit.
Les compétences du département sont définies par le code général des collectivités territoriales et sont essentiellement la mise en œuvre de « toute aide ou action relative à la prévention ou à la prise en charge des situations de fragilité, au développement social, à l'accueil des jeunes enfants et à l'autonomie des personnes. Il est également compétent pour faciliter l'accès aux droits et aux services des publics dont il a la charge.
Il a compétence pour promouvoir les solidarités et la cohésion territoriale sur le territoire départemental, dans le respect de l'intégrité, de l'autonomie et des attributions des régions et des communes »
Les politiques publiques du département concernent notamment les politiques publiques suivantes :  l’insertion sociale, la voirie, l’environnement, le tourisme, l’éducation et l’équipement des communes.

## Composition
|                                      |       |       |      |                                               |
| Président du Conseil départemental   |       |       |      |                                               |
| Jean-François Parigi (LR)            |       |       |      |                                               |
| Parti                                | Sigle | Sigle | Élus | Groupe                                        |
| Majorité (31 sièges)                 |       |       |      |                                               |
| Les Républicains                     |       | LR    | 24   | LR, divers droite et centre                   |
| Divers droite                        |       | DVD   | 5    | LR, divers droite et centre                   |
| Union des démocrates et indépendants |       | UDI   | 2    | LR, divers droite et centre                   |
| Opposition (15 sièges)               |       |       |      |                                               |
| Parti socialiste                     |       | PS    | 8    | Socialiste, écologiste et républicain         |
| Cap écologie                         |       | CE    | 1    | Avenir77                                      |
| Divers droite                        |       | DVD   | 1    | Avenir77                                      |
| Mouvement démocrate                  |       | MoDem | 1    | Avenir77                                      |
| Renaissance                          |       | RE    | 1    | Avenir77                                      |
| Sans étiquette                       |       | SE    | 1    | Avenir77                                      |
| Parti communiste français            |       | PCF   | 1    | Gauche républicaine, communiste et écologiste |
| Gauche républicaine et socialiste    |       | GRS   | 1    | Gauche républicaine, communiste et écologiste |

## Gouvernance

### Présidence
Le président du conseil départemental est élu par les conseillers départementaux en leur sein. Ils sont eux-mêmes élus pas les habitants du département.
Au terme des élections départementales de 2021 en Seine-et-Marne, le conseil départemental a élu son nouveau président, Jean-François Parigi, député de la sixième circonscription de Seine-et-Marne et ancien maire-adjoint de Meaux

### Liste des présidents
- février 1791 - ? : Arnail François de Jaucourt
- avril 1791 - juin 1791 : Vincent-Marie de Vaublanc
- septembre 1791 - septembre 1792 : Jean François Fontaine de Cramayel
- 1800 - ? : Achille Étienne Marie Gigault de Crisenoy
- 1817 - ? : François de Jaucourt
- 1821 - 1823 : Abel Prouharam

| Période                                                 | Période                                           | Identité                                          | Étiquette                                         | Étiquette                                         | Qualité |
| Liste des président successifs du conseil général       | Liste des président successifs du conseil général | Liste des président successifs du conseil général | Liste des président successifs du conseil général | Liste des président successifs du conseil général | Liste des président successifs du conseil général |
| Les données manquantes sont à compléter                 | Les données manquantes sont à compléter           | Les données manquantes sont à compléter           | Les données manquantes sont à compléter           | Les données manquantes sont à compléter           | Les données manquantes sont à compléter |
| ------------------------------------------------------- | ------------------------------------------------- | ------------------------------------------------- | ------------------------------------------------- | ------------------------------------------------- | --- |
| 1945                                                    | 05/1949                                           | Charles Henri Chalamon                            |                                                   | Rad.                                              | |
| 05/1949                                                 | 09/1949                                           | Pierre Comby                                      |                                                   | Rad.                                              | |
| 1950                                                    | 1953                                              | Lucien Bégouin                                    |                                                   | Rad.                                              | |
| 1953                                                    | 1958                                              | Pierre Brun                                       |                                                   |                                                   | |
| 1958                                                    | 1967                                              | Daniel Jules Charles Simon                        |                                                   |                                                   | |
| 1967                                                    | 1979                                              | Étienne Dailly,                                   |                                                   | Rad. puis UDF-Rad.                                | Juriste, chef d'entreprise Sénateur de Seine-et-Marne (1959 → 1995) Conseiller général de Nemours (1961 → 1979) Maire de Montcourt-Fromonville (1957 → 1965) |
| 1979                                                    | 1982                                              | Jacques Roynette                                  |                                                   | PS                                                | Haut fonctionnaire Haut-commissaire de la République en Nouvelle-Calédonie (1982 → 1984) Conseiller général de Savigny-le-Temple (1976 → 1982) Maire de Vert-Saint-Denis (1971 → 1983) |
| 1982                                                    | 1992                                              | Paul Séramy                                       |                                                   | UDF-CDS                                           | Professeur d'allemand Député de Seine-et-Marne (5e circ.) (1962 → 1967) Sénateur de Seine-et-Marne (1977 → 1992) Conseiller général de Fontainebleau (1958 → 1992) Maire de Fontainebleau (1959 → 1992) |
| 1992                                                    | janvier 2004                                      | Jacques Larché                                    |                                                   | RPR puis UMP                                      | Avocat, énarque Sénateur de Seine-et-Marne (1977 → 2004) Conseiller général de Rebais (1973 → 2004) Démissionnaire |
| janvier 2004,                                           | mars 2004                                         | Jean-Jacques Hyest                                |                                                   | UMP                                               | Administrateur territorial Sénateur de Seine-et-Marne (1995 → 2015) Conseiller général de Château-Landon (1982 → 2015) Maire de La Madeleine-sur-Loing (2001 → 2015 et 2020 → ) |
| 2004                                                    | 2015                                              | Vincent Éblé                                      |                                                   | PS                                                | Fonctionnaire territorial Sénateur de Seine-et-Marne (2011 → ) Conseiller général de Noisiel (1997 → 2015) Conseiller départemental de Champs-sur-Marne (2015 → ) |
| Liste des président successifs du conseil départemental |                                                   |                                                   |                                                   |                                                   | |
| 2015                                                    | février 2018                                      | Jean-Jacques Barbaux                              |                                                   | LR                                                | Juriste, proviseur retraité Conseiller général du canton de Rozay-en-Brie (1998-2015) puis Conseiller départemental de Fontenay-Trésigny (2015 → 2018) Maire de Neufmoutiers-en-Brie (1989 → 2015) Décédé en fonction |
| mars 2018,                                              | juillet 2018                                      | Jean-Louis Thiériot                               |                                                   | LR                                                | Avocat Maire de Beauvoir (2008 → 2018) Conseiller départemental de Nangis (2015 → ) Démissionnaire après son élection comme député |
| juillet 2018                                            | 1er juillet 2021                                  | Patrick Septiers                                  |                                                   | UDI                                               | Enseignant en économie et gestion des entreprises Maire de Moret-sur-Loing (1989 → 2014) puis d'Orvanne (2015) puis de Moret-Loing-et-Orvanne (2016 → 2020) Conseiller général de Moret-sur-Loing (1992 → 2004) Conseiller départemental de Montereau-Fault-Yonne (2015 → ) Président de la CC Moret Seine et Loing (2001 → ) |
| 1er juillet 2021,                                       | en cours                                          | Jean-François Parigi                              |                                                   | LR                                                | Banquier au Crédit commercial de France Conseiller départemental de Meaux (2008 → 2017 et 2021 → ) Député de Seine-et-Marne (6e circ) (2017 → 2021) |

### Commission permanente
Dans l’intervalle des sessions publiques de l’assemblée délibérante, la commission permanente composée du président, des vice-présidents et, d'autres membres du conseil départemental, prend de nombreuses décisions. Cette commission permanente, qui tient ses pouvoirs de l’assemblée délibérante, gère les affaires que lui a déléguées le Conseil départemental.
La commission permanente est élue par l'assemblée départementale.
Au terme des élections départementales de 2021 en Seine-et-Marne, la nouvelle assemblée délibérante a élu le 1er juillet 2021  son nouveau président, Jean-François Parigi, et désigné ses 13 vice-présidents, qui sont : 
1. Olivier Lavenka, Conseiller départemental du canton de Provins, chargé de l'aménagement du territoire, des routes, des politiques contractuelles et de l’agriculture ;
2. Daisy Luczak, conseillère départementale du canton de Fontenay-Trésigny, chargée des finances, des ressources humaines et de la commande publique
3. Brice Rabaste, conseiller départemental du canton de Chelles, chargé  des transports et mobilités ;
4. Anne Gbiorczyk, conseillère départementale du canton de Serris, chargée de l’enfance, de la famille et de la présence médicale ;
5. Bernard Cozic, conseiller départemental du canton de Nemours, chargé des solidarités ;
6. Sarah Lacroix, conseillère départementale du canton de Meaux, chargée de la jeunesse, de la réussite éducative et de l'innovation pédagogique ;
7. Xavier Vanderbise, conseiller départemental du canton de Villeparisis, chargé des collèges ;
8. Béatrice Rucheton, conseillère départementale du canton de Fontainebleau, chargée de l’environnement ;
9. Denis Jullemier, conseiller départemental du canton de Melun, chargé de l'habitat, du logement, du renouvellement urbain et de la politique de la ville ;
10. Véronique Veau, conseillère départementale du canton de Saint-Fargeau-Ponthierry, chargée de la culture et du patrimoine ;
11. Nathalie Beaulnes-Sereni, conseillère départementale du canton de Melun, chargée de l’enseignement supérieur et de la formation professionnelle ;
12. Bouchra Fenzar-Rizki, conseiller départemental du canton de Lagny-sur-Marne, chargé des sports.

La commission permanente est constituée du président, des vice-présidents et d'autres membres, de manière à assurer la représentation proportionnelle à la plus forte moyenne des composantes du conseil départemental.

## Budget
Le Conseil Départemental de Seine-et-Marne a voté pour l'année 2017 un budget primitif de 1,35 milliard d’euros.

### Chiffres clés
- 1 429 392 habitants au 1er janvier 2018, 41 % ont moins de 30 ans.
- 5 915 km2, soit 49 % de l'Île-de-France.
- 241 hab/km2, contre 890 hab/km2 pour l'Île-de-France.
- 60 % des communes ont moins de 1 000 habitants.
- 2 villes nouvelles : Sénart & Marne-la-Vallée
- 602 888 emplois (2018) et 76 320 entreprises (2018).
- Un taux de chômage à 11,7 % (fin 2015).
- 59 % d'espaces agricoles

## Logotypes

Logotype jusqu'en 2011.
Logotype utilisé de 2012 à 2022
Marqueur utilisé jusqu'au 31 janvier 2022[réf. nécessaire].
Logo depuis le 1er février 2022.

## Annexe